# Pau (Name)
Pau ist ein katalanischer männlicher Vorname lateinischen Ursprungs und Familienname. Die deutschsprachige Form des Namens ist Paul. Weiteres zu Herkunft und Bedeutung des Namens siehe hier. Die spanische Form des Namens ist Pablo. Pau ist auch das katalanische Wort für „Frieden“.

## Namensträger

### Vorname
- Pau Babot (* 2003), andorranisch-deutscher Fußballspieler
- Pau Casals (1876–1973), spanischer Cellist, Komponist und Dirigent
- Pau Costa (1672–1727), katalanischer Bildhauer
- Pau Gasol (* 1980), spanischer Basketballspieler
- Pau López (* 1994), spanischer Fußballtorwart
- Pau Roustan (1859–1938), französischer Okzitanist und Schriftsteller okzitanischer Sprache
- Pau Torres (* 1997), spanischer Fußballspieler

### Familienname
- Antonio Pau (* 1953), spanischer Jurist und Literat
- Carlos Pau (… y Español; 1857–1937), spanischer Botaniker
- Enrico Pau (* 1956), italienischer Filmregisseur
- Francesco Pau (* 1954), italienischer ehemaliger Schauspieler
- George Pau-Langevin (* 1948), französische Politikerin der Sozialistischen Partei (PS)
- Hans Pau (1918–2010), deutscher Mediziner und Hochschullehrer
- Núria Pau (* 1994), spanische Skirennläuferin
- Paul Pau (1848–1932), französischer General
- Peter Pau (* 1952), Kameramann aus Hongkong
- Petra Pau (* 1963), deutsche Politikerin (Die Linke), MdB, eine der Vizepräsidenten des Deutschen Bundestages

### Namensteil
- Maria de la Pau Janer (* 1966), spanische Schriftstellerin